# Beamhurst
Beamhurst – wieś w Anglii, w hrabstwie Staffordshire. Leży 19 km na północny wschód od miasta Stafford i 199 km na północny zachód od Londynu.